# Hathor (goa'uld)
Hathor je příslušnicí nepřátelské mimozemské rasy Goa'uldů ze sci-fi seriálu Hvězdná brána.
Hathor byla milovanou egyptskou bohyní plodnosti, opojení a hudby. V mytologii byla spojena s řeckou bohyní Afroditou, babylónskou bohyní Ištar a římskou bohyní Ceres. Hathor byla dcera a manželka goa'ulda Ra a byla přítelkyní lidstva. Byla poslána Raem zničit lidstvo, ale když si to rozmyslela, stala se nepřítelem obou Raa i Apophise. Jako "Královna bohů" a "matka všech faraónů" plodila goa'uldí larvy pomocí DNA z hostite, aby byla zajištěna kompatibilita mezi symbiontem a hostitelem..
Ra uvěznil Hathor na 2000 let v sarkofágu, který nalezl pár archeologů v mayském chrámu v Palenque v Mexiku. Při hledání hvězdné brány se Hathor dostala až do velitelství SGC, kde omámila všechny muže narůžovělou látkou, kterou vypouštěla z úst. Ženám se nakonec podařilo ji přemoci, avšak Hathor se podařilo uprchnout hvězdnou bránou (epizoda 1x14 - Hathor). Vybudovala si malou jaffskou armádu a podařilo se jí zajmout tým SG-1. Hathor byla nakonec zabita Jackem O'Neillem (epizody 2x22 - Otázka paměti a 3x1 - Pod palbou).